# ديما بيلان
ديما بيلان ((بالروسية: Дима Билан)، اسم الولادة فيكتور نيكولايفيتش بيلان، (بالروسية: Виктор Николаевич Белан) ولد في 24 ديسمبر، 1981) مغني بوب روسي. مثل بيلان روسيا في مسابقة الأغنية الأوروبية عام 2006 بأغنية لن أتركك أبداً (بالإنجليزية: Never Let You Go)‏ وفاز بالمركز الثاني، وفاز بالمسابقة عام 2008 بأغنية صدق (بالإنجليزية: believe)‏.

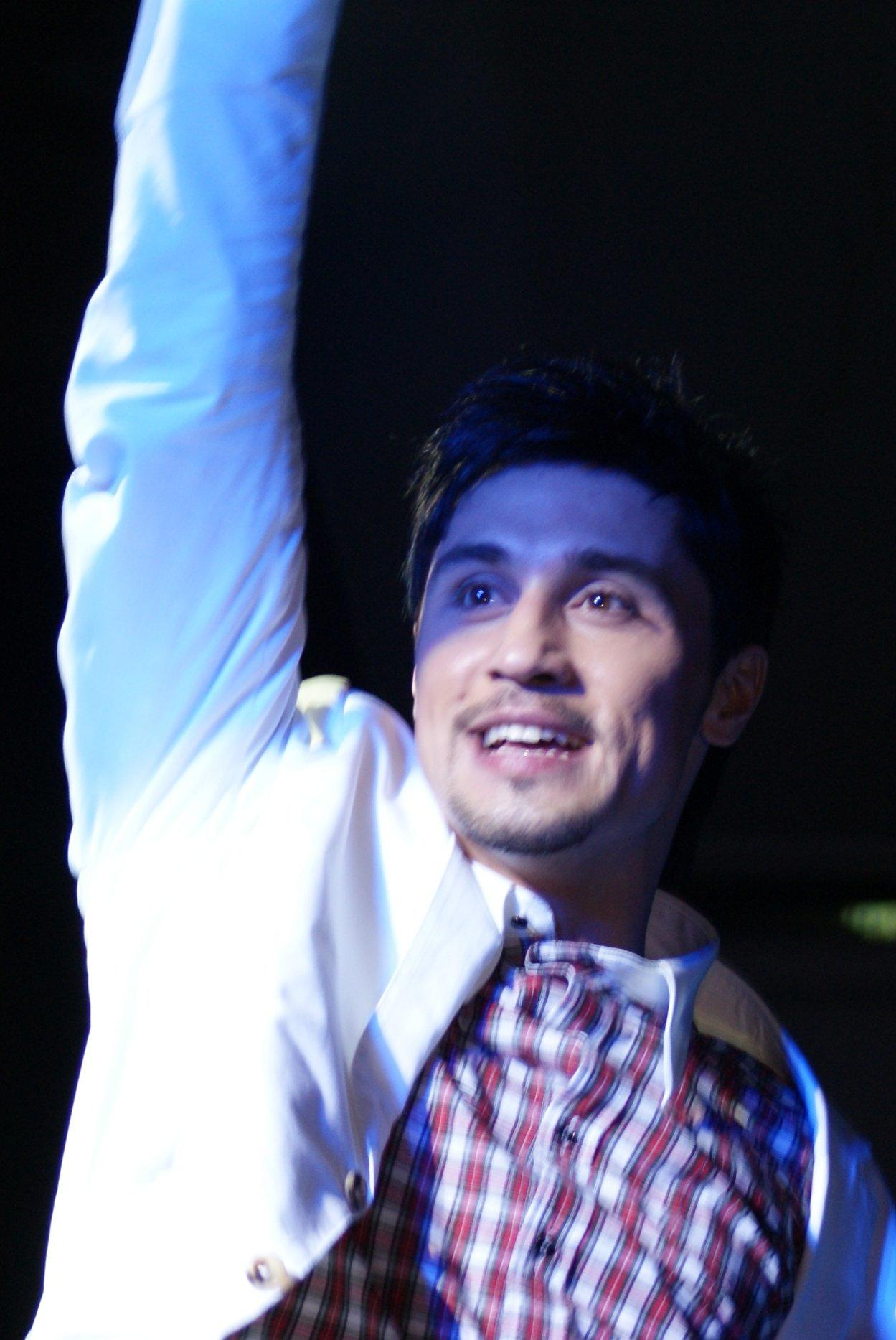

## النشأة
عندما كان عمره سنتان، انتقلت عائلته إلى بيت جدته في نابريجناي تشلني في تاتارستان. عندما أصبح عمره ستة سنوات انتقلت عائلته إلى قبردينو - بلقاريا حيث ارتاد مع أخته المدرسة. أخذ دوراً في العروض الصباحية، غنى أغاني وألقى القصائد.
تخرج من كلية جنيسينز الموسيقية كمؤدي موسيقى كلاسيكية. غنى بيلان أمام الجمهور لأول مرة عندما ربح المركز الرابع في المهرجان الروسي\اللاتفي «موجة جديدة» عام 2002. عام 2003 أطلق بيلان ألبومه الأول بعنوان Я ночной хулиган (أنا مشاغب ليلي)، وقد شملت أغاني تغطيات مثل «كاروسو» لـلوتشيو دالا و«حمى» لـإلفيس. في عام 2004، أطلق أغنيته الناجحة На берегу неба (عند شاطئ السماء) التي كانت أيضاً عنوان ألبومه الثاني.

## الحياة المهنية

### الألبومات
- 2003 - Я ночной хулиган (أنا مشاغب ليلي)
- 2004 - На берегу неба (عند شاطئ السماء)
- 2006 - Время-река (وقت - نهر)
- 2008 - Против правил (ضد القوانين)
- 2009 - Believe (صدق)
- 2009 - Contra Las Reglas (ألبوم رابع باللغة الإسبانية بعنوان ضد القوانين)

### الفرديات
2004 :
```
* أنا مشاغب ليلي (Я ночной хулиган)
* مولاتكا (Мулатка)
* ليلة مظلمة (Тёмная ночь)
* عند شاطئ السماء (На берегу неба)
```

2005 :
```
* يجب أن تكوني بجانبي (Ты должна рядом быть)
* أكورديون واحد ملاحق (Одинокая бродит гармонь)
* تهاني! (Поздравляю)
* كيف يمكنني (Как хотел я)
* أتذكرك (Я тебя помню)
```

2006 :
```
* كان حباً (Это была любовь)
* لذلك رتب العالم (Так устроен этот мир)
```

2007 :
```
* المستحيل ممكن (Невозможное возможно)
* وقت - نهر (Время-река)
* أنا رقمك الأول (Я твой номер один)
* محنة الشتاء (Горе-зима)
```

2008 :
```
* كل ما في يديك (Всё в твоих руках)
* وحيد (Lonely)
```

2009 :
```
* سيدة (Lady)
* سيدة راقصة (Dancing Lady)
* تغييرات (Changes)
```

## وصلات خارجية
- ديما بيلان على موقع IMDb (الإنجليزية)
- ديما بيلان على موقع ميوزك برينز (الإنجليزية)
- ديما بيلان على موقع أول ميوزيك (الإنجليزية)
- ديما بيلان على موقع ديسكوغز (الإنجليزية)
- ديما بيلان على موقع قاعدة بيانات الفيلم (الإنجليزية)
- ديما بيلان على موقع كينوبويسك (الروسية)

- الموقع الرسمي